# نینا بوخیان
نینا سرگئی بوخیان (ارمنی: Նինա Սերգեյի Բոխյան؛ انگلیسی: Nina Bokhyan؛ ۲۰ دسامبر ۱۹۱۵ – ۴ ژوئن ۲۰۰۲) یک بازیگر اهل ارمنستان بود. وی بین سال‌های - تا - میلادی فعالیت می‌کرد. 

## زندگی‌نامه
وی در ۲۰ دسامبر ۱۹۱۵ در نور بایزید به دنیا آمد . وی در  تئاتر دراماتیک دولتی وارطان آجمیان گیومری فعالیت می‌کرد. وی همچنین برندهٔ جوایزی همچون هنرمند مردمی ارمنستان شوروی (۱۹۷۴) شده است. وی در ۴ ژوئن ۲۰۰۲ در سن ۸۶ سالگی در گیومری درگذشت.